# Josef Stránský (dirigent)
Josef Stránský (9. září 1872, Humpolec – 6. března 1936, New York) byl český dirigent a hudební skladatel, který působil ve Spojených státech a od roku 1911 do roku 1923 řídil New York Philharmonic.

## Život
Jako dirigent působil v Praze a Berlíně, poté v roce 1911 dostal nabídku nahradit Gustava Mahlera v čele Newyorské filharmonie. Soustředil se s ní na díla Ference Liszta či Richarda Strausse. Dirigoval též vůbec první nahrávky orchestru na gramofonové desky, u společnosti Columbia Records.
V roce 1921 došlo ke sloučení filharmonie s Národním symfonickým orchestrem, který vedl Willem Mengelberg. V sezóně 1922–23 proto Stránský řídil první polovinu sezóny a Mengelberg druhou. To však Stránskému nevyhovovalo a filharmonii opustil. Byl jmenován čestným členem spolku Phi Mu Alpha Sinfonia, v letech 1923–1925 byl dirigentem New York State Symphony Orchestra a poté odešel do ústraní.
Nadále se věnoval hlavně obchodování s uměním a sbíráním uměleckých děl jako partner aukční galerie Gimpel & Wildenstein, a to především obrazů Picassových a impresionistických malířů.
Jeho ženou byla norská sopranistka Marie Doxrudová.